# Ray Dodge
Raymond Edgar "Ray" Dodge (4 de agosto de 1900, Woodburn, Oregon, U.S. – 28 de marzo de 1985, Key Biscayne, Florida, U.S.) fue un atleta y fabricante de estatuillas de Emmy y Oscar. Compitió en pruebas de media distancia en los Juegos Panamericanos de 1925 y los Juegos Olímpicos de 1926 fundando posteriormente Dodge Inc. empezando a realizar las estatuillas de los Oscar desde 1930 y de los Emmy a partir de 1949.